# Ditassa subalpina
Ditassa subalpina är en oleanderväxtart som beskrevs av Rudolf Schlechter. Ditassa subalpina ingår i släktet Ditassa och familjen oleanderväxter. Inga underarter finns listade i Catalogue of Life.